# Manuel García Nieto
Manuel García Nieto, mais conhecido como Padre Nieto (Macotera, 5 de abril de 1894 - Comillas, 13 de abril de 1974) foi um sacerdote, padre e jesuíta espanhol.